# Československo na Letních olympijských hrách 1980

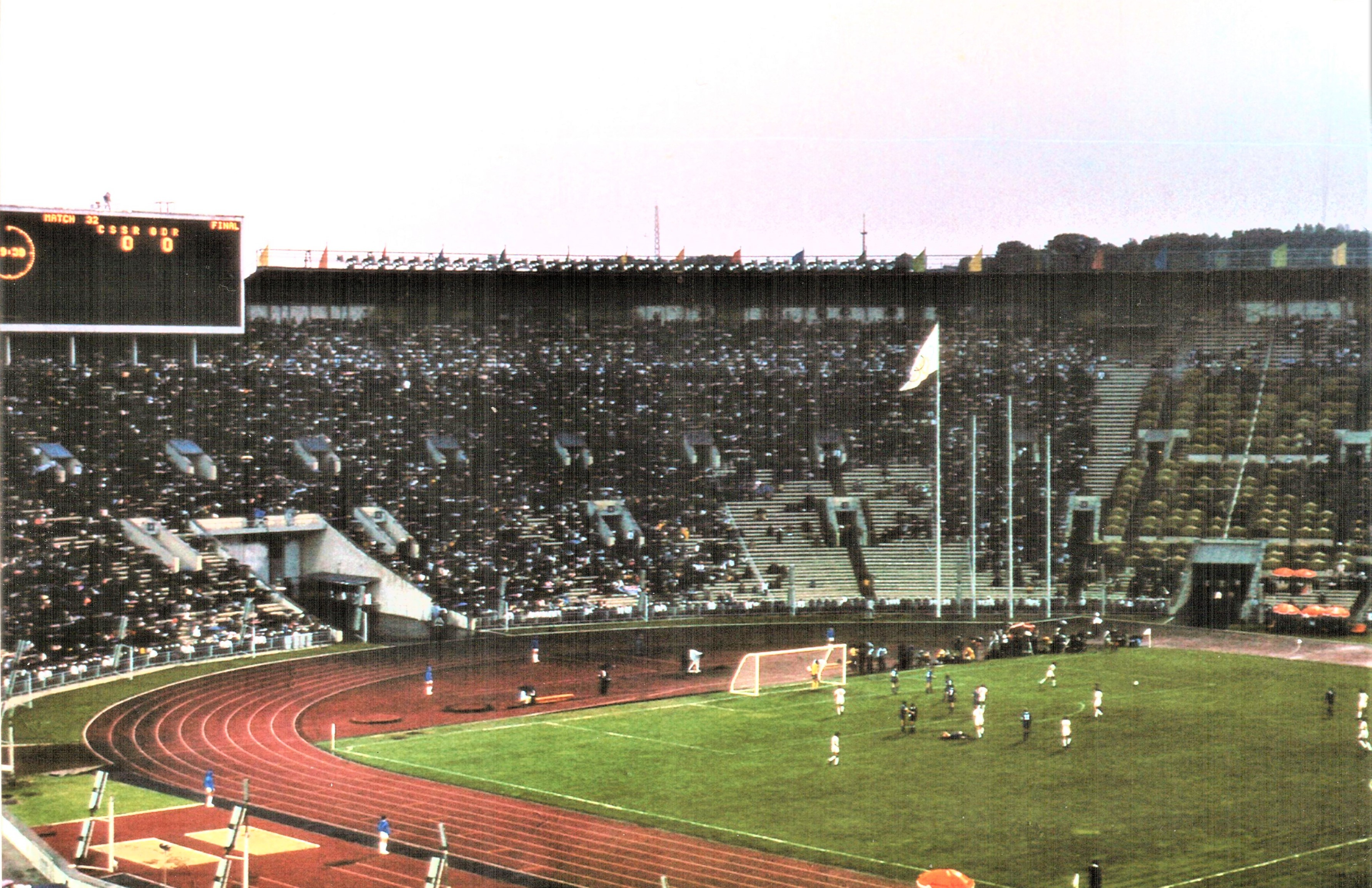
Československo vs. Východní Německo, Československo na Letních olympijských hrách v Moskvě (1980).

Československo na Letních olympijských hrách 1980 v Moskvě reprezentoval 209 sportovců, z toho 162 mužů a 47 žen. Nejmladší účastnicí byla gymnastka Jana Labáková (14 let, 177 dní), nejstarším účastníkem pak střelec Josef Panáček (42 let). Reprezentanti vybojovali 14 medailí, z toho 2 zlaté, 3 stříbrné a 9 bronzových. Celkem, včetně kolektivních sportů, si z her medaili odvezlo 51 československých sportovců.

## Československé medaile
| Medaile | Jméno | Sport                | Disciplína                    |
| ------- | --- | -------------------- | ----------------------------- |
| Zlato   | Ota Zaremba | Vzpírání             | váha do 100 kg                |
| Zlato   | Stanislav Seman Luděk Macela Josef Mazura Libor Radimec Zdeněk Rygel Petr Němec Ladislav Vízek Jan Berger Jindřich Svoboda Lubomír Pokluda Verner Lička Oldřich Rott František Štambachr František Kunzo Zdeněk Šreiner Rostislav Václavíček Jaroslav Netolička František Havránek (trenér) | Kopaná               | Fotbalové družstvo ČSSR       |
| Stříbro | Imrich Bugár | Lehká atletika       | hod diskem                    |
| Stříbro | Jarmila Kratochvílová | Lehká atletika       | běh na 400 metrů              |
| Stříbro | Milada Blažková Jiřina Čermáková Jiřina Hájková Berta Hrubá Ida Hubáčková Jiřina Kadlecová Jarmila Králíčková Jiřina Křížová Alena Mejzlíková-Kyselicová Jana Lahodová Květoslava Petříčková Viera Podhányiová Marie Sýkorová Iveta Šranková Marta Urbanová Lenka Vymazalová                | Pozemní hokej        | Družstvo žen pozemního hokeje |
| Bronz   | Theodor Černý Martin Penc Jiří Pokorný Igor Sláma | Dráhová cyklistika   | stíhací závod na 4 km         |
| Bronz   | Michal Klasa Vlastibor Konečný Alipi Kostadinov Jiří Škoda | Silniční cyklistika  | závod na 100 km               |
| Bronz   | Jiří Tabák | Sportovní gymnastika | kruhy                         |
| Bronz   | Dušan Poliačik | Vzpírání             | váha do 82,5 kg               |
| Bronz   | Vladimír Kocman | Judo                 | Muži nad 95 kg                |
| Bronz   | Dan Karabin | Zápas                | volný styl do 74 kg           |
| Bronz   | Július Strnisko | Zápas                | volný styl do 100 kg          |
| Bronz   | Ján Franek | Box                  | váha do 71 kg                 |
| Bronz   | Zdeněk Pecka Václav Vochoska | Veslování            | dvojskif                      |

## Jednotlivé sporty
Podle nominace uvedené v deníku Československý sport, dne 16. července 1980.

### Lehká atletika

#### Muži
Běhy a chůze
| Jméno                  | Věk  | Disciplína  | Rozběh     | Rozběh     | Meziběh | Meziběh | Semifinále  | Semifinále  | Finále          | Finále          | Klub                  | Trenér            | Poznámky                                                                               |
| ---------------------- | ---- | ----------- | ---------- | ---------- | ------- | ------- | ----------- | ----------- | --------------- | --------------- | --------------------- | ----------------- | -------------------------------------------------------------------------------------- |
| František Břečka       | 22,1 | 200 m       | 21,49      | 2.         | 21,47   | 7.      | nepostoupil | nepostoupil | nepostoupil     | nepostoupil     | Rudá Hvězda Praha     | Antonín Litera    | -                                                                                      |
| Karel Kolář            | 24,6 | 400 m       | 47,26      | 2.         | 46,27   | 3.      | 46,11       | 8.          | nepostoupil     | nepostoupil     | TJ LIAZ Jablonec n/N. | Vladimír Zelinka  | -                                                                                      |
| Jozef Plachý           | 31,4 | 1500 m      | 3:44,4     | 3.         | -       | -       | 3:40,4      | 5.          | 3:40,7          | 6.              | Dukla Praha           | Jan Liška         | nebyl nominován přes splněný limit, startoval až po osobní přímluvě u Tomáše Trávníčka |
| Jiří Sýkora            | 26,1 | 5000 m      | 13:43,1    | 6.         | -       | -       | 13:31,0     | 7.          | 13:25,0         | 9.              | TJ Slezan Opava       | Stanislav Mikeska | -                                                                                      |
| Jiří Sýkora            | 26,1 | 10 000 m    | 29:19,8    | 7.         | -       | -       | -           | -           | nepostoupil     | nepostoupil     | TJ Slezan Opava       | Stanislav Mikeska | -                                                                                      |
| Josef Jánský           | 39,7 | maratón     | -          | -          | -       | -       | -           | -           | nedokončil      | nedokončil      | A.C. Sparta Praha     | P. Kavan          | na 23 km šlápl na obrubník a odrazil si patu                                           |
| Vlastimil Zwiefelhofer | 27,7 | maratón     | -          | -          | -       | -       | -           | -           | nedokončil      | nedokončil      | Rudá Hvězda Praha     | R. Suchý          | na 36 km vzdal kvůli problémům s patou                                                 |
| Július Ivan            | 26,3 | 110 m př.   | nedokončil | nedokončil | -       | -       | nepostoupil | nepostoupil | nepostoupil     | nepostoupil     | Dukla Banská Bystrica | Ivan Čierny       | zakopl o předposlední překážku                                                         |
| Dušan Moravčík         | 32,2 | 3000 m př.  | 8:33,4     | 2.         | -       | -       | 8:28,0      | 6.          | 8:29,1          | 10.             | Rudá Hvězda Praha     | Miloš Písařík     | -                                                                                      |
| Josef Lomický          | 22,4 | 4 x 400 m   | 3:03,5     | 2.         | -       | -       | -           | -           | 3:07,0          | 7.              | Dukla Praha           | Juraj Demeč       | -                                                                                      |
| Dušan Malovec          | 23,1 | 4 x 400 m   | 3:03,5     | 2.         | -       | -       | -           | -           | 3:07,0          | 7.              | Dukla Banská Bystrica | Ivan Čierny       |                                                                                        |
| František Břečka       | 22,1 | 4 x 400 m   | 3:03,5     | 2.         | -       | -       | -           | -           | 3:07,0          | 7.              | Rudá Hvězda Praha     | Antonín Litera    |                                                                                        |
| Karel Kolář            | 24,6 | 4 x 400 m   | 3:03,5     | 2.         | -       | -       | -           | -           | 3:07,0          | 7.              | TJ LIAZ Jablonec n/N. | Vladimír Zelinka  |                                                                                        |
| Stanislav Sajdok st.   | 23,3 | 4 x 400 m   | -          | -          | -       | -       | -           | -           | -               | -               | Dukla Praha           | Juraj Demeč       | náhradník pro štafetu 4 x 400m                                                         |
| Jozef Pribilinec       | 20,1 | 20 km chůze | -          | -          | -       | -       | -           | -           | 1:42:52,4       | 20.             | Dukla Banská Bystrica | Juraj Benčík      | -                                                                                      |
| Juraj Benčík           | 35,4 | 20 km chůze | -          | -          | -       | -       | -           | -           | diskvalifikován | diskvalifikován | Dukla Banská Bystrica | Ladislav Moc      | propínání kolen                                                                        |
| Juraj Benčík           | 35,4 | 50 km chůze | -          | -          | -       | -       | -           | -           | 4:27:39,0       | 13.             | Dukla Banská Bystrica | Ladislav Moc      | propínání kolen                                                                        |
| Pavol Blažek           | 22,0 | 20 km chůze | -          | -          | -       | -       | -           | -           | 1:35:30,8       | 14.             | Dukla Banská Bystrica | Ladislav Moc      | -                                                                                      |
| Pavol Blažek           | 22,0 | 50 km chůze | -          | -          | -       | -       | -           | -           | 4:16:26,0       | 10.             | Dukla Banská Bystrica | Ladislav Moc      | -                                                                                      |
| Jaromír Vaňous         | 24,8 | 50 km chůze | -          | -          | -       | -       | -           | -           | diskvalifikován | diskvalifikován | Dukla Banská Bystrica | Ladislav Moc      | propínání kolen                                                                        |

Technické disciplíny
| Jméno        | Věk  | Disciplína | Kvalifikace | Kvalifikace | Finále      | Finále           | Klub         | Trenér         | Poznámky |
| ------------ | ---- | ---------- | ----------- | ----------- | ----------- | ---------------- | ------------ | -------------- | -------- |
| Jan Leitner  | 26,9 | dálka      | 7,68 m      | 18.         | nepostoupil | nepostoupil      | Dukla Praha  | Václav Fišer   | -        |
| Jaromír Vlk  | 31,4 | koule      | 19,69 m     | 10.         | 20,24 m     | 7.               | Dukla Praha  | Josef Málek    | -        |
| Imrich Bugár | 25,3 | disk       | 65,08 m     | 1.          | 66,38 m     | Stříbrná medaile | Dukla Praha  | Miloslav Vlček | -        |
| Jiří Chamrád | 26,1 | kladivo    | 69,38 m     | 12.         | 68.16 m     | 12.              | TJ Vítkovice | Jaroslav Šmíd  | -        |

#### Ženy
Běhy a chůze
| Jméno                 | Věk  | Disciplína | Rozběh | Rozběh | Semifinále | Semifinále | Finále | Finále           | Klub     | Trenér        | Poznámky |
| --------------------- | ---- | ---------- | ------ | ------ | ---------- | ---------- | ------ | ---------------- | -------- | ------------- | -------- |
| Jarmila Kratochvílová | 29,5 | 400 m      | 51,04  | 1.     | 50,79      | 3.         | 49,46  | Stříbrná medaile | VŠ Praha | Miroslav Kváč | -        |

Technické disciplíny
| Jméno              | Věk  | Disciplína | Kvalifikace | Kvalifikace | Finále  | Finále | Klub              | Trenér           | Poznámky                                            |
| ------------------ | ---- | ---------- | ----------- | ----------- | ------- | ------ | ----------------- | ---------------- | --------------------------------------------------- |
| Jarmila Nygrýnová  | 26,9 | dálka      | 6,58 m      | 6.          | 6,83 m  | 6.     | Rudá Hvězda Praha | Konstantin Gemov | -                                                   |
| Helena Fibingerová | 31,1 | koule      | -           | -           | -       | -      | TJ Vítkovice      | Jaroslav Šmíd    | kvůli problémům se zády nakonec na OH neodcestovala |
| Zdeňka Bartoňová   | 26,1 | koule      | -           | -           | 18,40 m | 10.    | TJ Vítkovice      | Josef Šilhavý    | -                                                   |
| Zdeňka Bartoňová   | 26,1 | disk       | 59,48 m     | 9.          | 57,78 m | 11.    | TJ Vítkovice      | Josef Šilhavý    | -                                                   |

Víceboj
| Jméno             | Věk  | Disciplína | Výsledek | Výsledek | Klub           | Trenér        | Poznámky |
| ----------------- | ---- | ---------- | -------- | -------- | -------------- | ------------- | -------- |
| Marcela Koblasová | 24,1 | Pětiboj    | 4328 b.  | 11.      | AK Škoda Plzeň | Miroslav Kváč | -        |

- Trenér reprezentace: Miloň Miller
- Asistenti trenéra: Vladimír Zelinka, Miloslav Vlček, Jaroslav Šmíd, Miroslav Kváč

### Basketbal
| Č. | Jméno              | Věk  | Výška  | P  | Z | Brazílie | Indie | Sovětský svaz | Austrálie | Švédsko | Polsko | Senegal | MIN | B   | A  | D  | K  | B | Z | Klub             | Trenér             | Poznámky |
| -- | ------------------ | ---- | ------ | -- | - | -------- | ----- | ------------- | --------- | ------- | ------ | ------- | --- | --- | -- | -- | -- | - | - | ---------------- | ------------------ | -------- |
| 4  | Jaroslav Skála     | 26,2 | 213 cm | C  | 7 | 23/7     | 20/15 | ?/12          | 14/2      | 26/8    | 32/4   | 15/2    | 130 | 50  | 4  | 29 | 10 | 3 | - | VŠ Praha         | Jiří Konopásek     | -        |
| 5  | Dušan Žáček        | 19,1 | 202 cm | ?  | 3 | -        | 11/17 | -             | -         | -       | 3/0    | 17/6    | 31  | 23  | 3  | 12 | 0  | 2 | - | Sparta Praha     | Vladimír Mandel    | -        |
| 6  | Vlastimil Havlík   | 23,5 | 191 cm | ?  | 7 | 17/2     | 20/8  | ?/4           | 11/0      | 24/11   | 31/6   | 14/4    | 117 | 35  | 10 | 18 | 5  | 3 | - | Zbrojovka Brno   | František Konvička | -        |
| 7  | Peter Rajniak      | 27,2 | 200 cm | ?  | 5 | 1/2      | 7/12  | -             | 26/18     | 18/6    | -      | 15/2    | 67  | 40  | 5  | 8  | 3  | 0 | - | Inter Bratislava | Rudolf Stanček     | -        |
| 8  | Stanislav Kropilák | 25,1 | 208 cm | ?  | 7 | 30/21    | 20/15 | ?/31          | 37/32     | 40/33   | 37/30  | 17/22   | 181 | 184 | 9  | 66 | 13 | 3 | - | Inter Bratislava | Rudolf Stanček     | -        |
| 9  | Pavol Bojanovský   | 26,9 | 193 cm | ?  | 2 | -        | 20/2  | -             | -         | -       | -      | 34/2    | 54  | 4   | 10 | 4  | 5  | 1 | - | Inter Bratislava | Rudolf Stanček     | -        |
| 10 | Zdeněk Kos         | 29,1 | 207 cm | C  | 7 | 27/8     | 14/8  | ?/8           | 25/11     | 6/0     | 8/4    | 30/15   | 110 | 54  | 17 | 27 | 6  | 4 | - | Dukla Olomouc    | Drahomír Válek     | -        |
| 11 | Jiří Pospíšil      | 29,9 | 200 cm | ?  | 5 | 19/2     | 20/0  | ?/0           | 24/9      | -       | 32/14  | -       | 95  | 25  | 9  | 14 | 13 | 3 | - | Baník Ostrava    | Zdeněk Hummel      | -        |
| 12 | Vlastibor Klimeš   | 26,9 | 197 cm | ?  | 7 | 20/6     | 13/0  | ?/4           | 14/0      | 20/9    | 8/2    | 26/14   | 101 | 35  | 5  | 23 | 4  | 0 | - | VŠ Praha         | Jiří Konopásek     | -        |
| 13 | Kamil Brabenec     | 29,5 | 193 cm | SG | 7 | 38/16    | 20/28 | ?/14          | 31/8      | 40/14   | 37/22  | 32/21   | 198 | 123 | 13 | 17 | 6  | 1 | - | Zbrojovka Brno   | František Konvička | -        |
| 14 | Zdeněk Douša       | 33,4 | 211 cm | C  | 5 | 0/0      | 15/10 | ?/5           | 4/0       | 7/0     | -      | -       | 26  | 15  | 1  | 15 | 2  | 2 | - | Sparta Praha     | Vladimír Mandel    | -        |
| 15 | Gustáv Hraška      | 27,6 | 190 cm | ?  | 6 | 25/6     | 20/18 | ?/4           | 14/6      | 19/2    | 12/2   | -       | 90  | 38  | 8  | 14 | 10 | 4 | - | VŠ Praha         | Jiří Konopásek     | -        |

- Trenér reprezentace: Pavel Petera
- Asistent trenéra: František Konvička

Pořadí v základní skupině A
| P. | Země           | Z | V | P | Skóre   | B |
| -- | -------------- | - | - | - | ------- | - |
| 1. | Sovětský svaz  | 3 | 3 | 0 | 321:235 | 6 |
| 2. | Brazílie       | 3 | 2 | 1 | 297:235 | 5 |
| 3. | Československo | 3 | 1 | 2 | 285:236 | 4 |
| 4. | Indie          | 3 | 0 | 3 | 194:391 | 3 |

Zápasy československého týmu v základní skupině
| 20/7/1980 | Report | Brazílie                   | 72 – 70 | Československo |  | Lužniki, Sovětský svaz |
| 20/7/1980 | Report | Skóre po poločasech: 46:37 |         |                |  | Lužniki, Sovětský svaz |
| 20/7/1980 | Report | Oscar Schmidt 23           | Body    | Kropilák 21    |  | Lužniki, Sovětský svaz |

| 21/7/1980 | Report | Československo             | 133 – 65 | Indie          |  | Lužniki, Sovětský svaz |
| 21/7/1980 | Report | Skóre po poločasech: 63:36 |          |                |  | Lužniki, Sovětský svaz |
| 21/7/1980 | Report | Brabenec 28                | Body     | Ajmer Singh 35 |  | Lužniki, Sovětský svaz |

| 23/7/1980 | Report | Sovětský svaz              | 99 – 82 | Československo |  | Lužniki, Sovětský svaz |
| 23/7/1980 | Report | Skóre po poločasech: 46:40 |         |                |  | Lužniki, Sovětský svaz |
| 23/7/1980 | Report | Sergej Belov 26            | Body    | Kropilák 31    |  | Lužniki, Sovětský svaz |

Pořadí v skupině o 7.-12. místo
| P.  | Země           | Z | V | P | Skóre   | B |
| --- | -------------- | - | - | - | ------- | - |
| 7.  | Polsko         | 5 | 4 | 1 | 453:359 | 9 |
| 8.  | Austrálie      | 5 | 4 | 1 | 417:381 | 9 |
| 9.  | Československo | 5 | 3 | 2 | 474:377 | 8 |
| 10. | Švédsko        | 5 | 3 | 2 | 375:341 | 8 |
| 11. | Senegal        | 5 | 1 | 4 | 345:396 | 6 |
| 12. | Indie          | 5 | 0 | 5 | 329:539 | 5 |

Zápasy československého týmu v skupině o 7.-12. místo
| 25/7/1980 | Report | Austrálie                  | 91 – 86 | Československo |  | Lužniki, Sovětský svaz |
| 25/7/1980 | Report | Skóre po poločasech: 41:44 |         |                |  | Lužniki, Sovětský svaz |
| 25/7/1980 | Report | Ian Davies 36              | Body    | Kropilák 32    |  | Lužniki, Sovětský svaz |

| 26/7/1980 | Report | Švédsko                    | 61 – 83 | Československo |  | Lužniki, Sovětský svaz |
| 26/7/1980 | Report | Skóre po poločasech: 35:39 |         |                |  | Lužniki, Sovětský svaz |
| 26/7/1980 | Report | Bernt Malion 15            | Body    | Kropilák 33    |  | Lužniki, Sovětský svaz |

| 27/7/1980 | Report | Československo             | 84 – 88 | Polsko           |  | Lužniki, Sovětský svaz |
| 27/7/1980 | Report | Skóre po poločasech: 48:46 |         |                  |  | Lužniki, Sovětský svaz |
| 27/7/1980 | Report | Kropilák 30                | Body    | Dariusz Zelig 24 |  | Lužniki, Sovětský svaz |

| 28/7/1980 | Report | Československo             | 88 – 72 | Senegal     |  | Lužniki, Sovětský svaz |
| 28/7/1980 | Report | Skóre po poločasech: 50:36 |         |             |  | Lužniki, Sovětský svaz |
| 28/7/1980 | Report | Kropilák 22, Brabenec 21   | Body    | Omar Dia 27 |  | Lužniki, Sovětský svaz |

- Legenda: Z - zápasy, P - body (points), A - asistence, S - získané míče (steals), B - blokované míče, T - ztráty míče (turnovers), C - pivot, PF - tvrdý útočník (power forward), SF - lehký útočník (small forward), SG - křídlo, PG - rozehrávač, V - výhry

### Box
| Jméno           | Věk  | Váha     | 1/64      | 1/32                          | 1/16                     | Čtvrtfinále             | Semifinále                   | Finále      | Finále           | Klub                  | Trenér                      | Poznámky |
| --------------- | ---- | -------- | --------- | ----------------------------- | ------------------------ | ----------------------- | ---------------------------- | ----------- | ---------------- | --------------------- | --------------------------- | -------- |
| Miroslav Šandor | 22,1 | do 57 kg | volný los | Prohra (0:5) Dejan Marović    | nepostoupil              | nepostoupil             | nepostoupil                  | nepostoupil | -                | Dukla Olomouc         | Alexander Bögi, Tomáš Kemel | -        |
| Miroslav Pavlov | 23,9 | do 67 kg | volný los | Prohra rsc Kazimierz Szczerba | nepostoupil              | nepostoupil             | nepostoupil                  | nepostoupil | -                | Spartak Dubnica       | Rudolf Gondáš, Elenko Savov | -        |
| Ján Franek      | 20,3 | do 71 kg | x         | Výhra k.o. Benedetto Gravina  | Výhra dsq Želju Stefanov | Výhra k.o. Wilson Kaoma | Prohra rsch Armando Martínez | nepostoupil | Bronzová medaile | Rudá Hvězda Ústí n/L. | Bohumil Němeček             | -        |

- Trenér reprezentace: Josef Malík

- Legenda: k.o. - knockout, rsc - rozhodčí ukončil zápas, dsq - diskvalifikace, rsch - zranění hlavy

### Cyklistika
Silniční cyklistika
| Jméno              | Věk  | Disciplína            | Výsledek  | Výsledek         | Klub              | Trenér            | Poznámky                      |
| ------------------ | ---- | --------------------- | --------- | ---------------- | ----------------- | ----------------- | ----------------------------- |
| Jiří Škoda         | 24,3 | silniční závod        | +8:49,0   | 13.              | Dukla Brno        | František Jursa   | -                             |
| Vlastibor Konečný  | 23,6 | silniční závod        | +9:10,0   | 17.              | Dukla Brno        | František Jursa   | -                             |
| Ladislav Ferebauer | 22,7 | silniční závod        | +17:19,0  | 37.              | Rudá Hvězda Plzeň | František Konečný | byl donominován v průběhu her |
| Michal Klasa       | 26,6 | silniční závod        | nedojel   | nedojel          | Dukla Brno        | Jiří Daler        | -                             |
| Jiří Škoda         | 24,3 | 100 km týmová časovka | 2:02:53,9 | Bronzová medaile | Dukla Brno        | František Jursa   | -                             |
| Alipi Kostadinov   | 25,3 | 100 km týmová časovka | 2:02:53,9 | Bronzová medaile | Rudá Hvězda Plzeň | František Konečný | -                             |
| Vlastibor Konečný  | 23,6 | 100 km týmová časovka | 2:02:53,9 | Bronzová medaile | Dukla Brno        | František Jursa   | -                             |
| Michal Klasa       | 26,6 | 100 km týmová časovka | 2:02:53,9 | Bronzová medaile | Dukla Brno        | Jiří Daler        | -                             |
| Milan Jurčo        | 22,9 | 100 km týmová časovka | -         | -                | Inter Bratislava  | Kamil Haťapka     | náhradník pro týmovou časovku |

- Trenér reprezentace: Pavel Doležel

Drahová cyklistika
| Jméno           | Věk  | Disciplína             | Eliminace 1                  | Eliminace 2              | Osmifinále            | Čtvrtfinále                  | Semifinále                   | O umístění                  | O umístění       | Klub             | Trenér           | Poznámky                        |
| --------------- | ---- | ---------------------- | ---------------------------- | ------------------------ | --------------------- | ---------------------------- | ---------------------------- | --------------------------- | ---------------- | ---------------- | ---------------- | ------------------------------- |
| Petr Kocek      | 28,2 | 1 km s p.s.            | -                            | -                        | -                     | -                            | -                            | 1:06,368                    | 6.               | Dukla Praha      | Pavel Vršecký    | -                               |
| Anton Tkáč      | 29,3 | sprint                 | Výhra - 1:0 Fawzi Abdussalam | Výhra - 1:0 László Morcz | Výhra - 1:0 Lau Veldt | Výhra - 2:0 Kenrick Tucker   | Prohra - 1:2 Yavé Cahard     | Prohra - 0:2 Sergej Kopylov | 4.               | Dukla Bratislava | Dušan Škvarenina | -                               |
| Vratislav Šustr | 21,0 | sprint                 | -                            | -                        | -                     | -                            | -                            | -                           | -                | ?                | ?                | náhradník pro sprint            |
| Martin Penc     | 23,2 | 4 km stíhačka          | 4:48,15 (8.)                 | -                        | -                     | Prohra - +10,69 Harald Wolf  | -                            | -                           | 8.               | Dukla Praha      | Pavel Vršecký    | -                               |
| Theodor Černý   | 27,5 | 4 km stíhačka družstev | 4:19,56 (4.)                 | -                        | -                     | Výhra - -4,97 Velká Británie | Prohra - +6,16 Sovětský svaz | Výhra - -1,62 Itálie        | Bronzová medaile | Dukla Praha      | Pavel Vršecký    | -                               |
| Martin Penc     | 23,2 | 4 km stíhačka družstev | 4:19,56 (4.)                 | -                        | -                     | Výhra - -4,97 Velká Británie | Prohra - +6,16 Sovětský svaz | Výhra - -1,62 Itálie        | Bronzová medaile | Dukla Praha      | Pavel Vršecký    | -                               |
| Jiří Pokorný    | 23,8 | 4 km stíhačka družstev | 4:19,56 (4.)                 | -                        | -                     | Výhra - -4,97 Velká Británie | Prohra - +6,16 Sovětský svaz | Výhra - -1,62 Itálie        | Bronzová medaile | Dukla Praha      | Pavel Vršecký    | -                               |
| Igor Sláma      | 21,2 | 4 km stíhačka družstev | 4:19,56 (4.)                 | -                        | -                     | Výhra - -4,97 Velká Británie | Prohra - +6,16 Sovětský svaz | Výhra - -1,62 Itálie        | Bronzová medaile | Dukla Praha      | Pavel Vršecký    | -                               |
| Robert Birnbaum | 25,0 | 4 km stíhačka družstev | -                            | -                        | -                     | -                            | -                            | -                           | -                | Dukla Praha      | Pavel Vršecký    | náhradník pro stíhačku družstev |
| František Raboň | 20,7 | 4 km stíhačka družstev | -                            | -                        | -                     | -                            | -                            | -                           | -                | Dukla Praha      | Pavel Vršecký    | náhradník pro stíhačku družstev |

- Trenér reprezentace: Jaromír Žák
- Asistent trenéra: Pavel Vršecký

### Fotbal
| Č. | Jméno                | Věk  | P | Z | Kolumbie | Nigérie | Kuvajt | Kuba | Jugoslávie | Východní Německo | G | M   | U             | Klub                  | Trenér           | Poznámky |
| -- | -------------------- | ---- | - | - | -------- | ------- | ------ | ---- | ---------- | ---------------- | - | --- | ------------- | --------------------- | ---------------- | -------- |
| 1  | Stanislav Seman      | 28,0 | B | 6 | 90       | 90      | 90     | 90   | 90         | 90               | 0 | 540 | Zlatá medaile | Lokomotiva Košice     | Jozef Jankech    | -        |
| 2  | Luděk Macela         | 29,8 | O | 5 | 90       | 90      | 90     | 90   | -          | 90               | 0 | 450 | Zlatá medaile | Dukla Praha           | Jaroslav Vejvoda | -        |
| 3  | Josef Mazura         | 28,0 | O | 5 | 90       | -       | 90     | 90   | 90         | 90               | 0 | 450 | Zlatá medaile | Zbrojovka Brno        | Josef Masopust   | -        |
| 4  | Libor Radimec        | 30,2 | O | 6 | 90       | 90      | 90     | 90   | 90         | 90               | 0 | 540 | Zlatá medaile | Baník Ostrava         | Evžen Hadamczik  | -        |
| 5  | Zdeněk Rygel         | 29,4 | O | 2 | 90       | -       | -      | -    | -          | 90               | 0 | 180 | Zlatá medaile | Baník Ostrava         | Evžen Hadamczik  | -        |
| 6  | Petr Němec           | 23,1 | Z | 3 | -        | -       | 90     | -    | 18         | 27               | 0 | 135 | Zlatá medaile | Baník Ostrava         | Evžen Hadamczik  | -        |
| 7  | Ladislav Vízek       | 25,5 | Ú | 6 | 90/1     | 90/1    | 90     | 90/2 | 90         | 90               | 4 | 540 | Zlatá medaile | Dukla Praha           | Jaroslav Vejvoda | -        |
| 8  | Jan Berger           | 24,7 | Z | 6 | 90/1     | 90      | 90     | 90   | 90         | 90               | 1 | 540 | Zlatá medaile | Dukla Praha           | Jaroslav Vejvoda | -        |
| 9  | Jindřich Svoboda     | 27,9 | Ú | 4 | 21       | 90      | -      | -    | 6          | 17/1             | 1 | 134 | Zlatá medaile | Zbrojovka Brno        | Josef Masopust   | -        |
| 10 | Lubomír Pokluda      | 22,4 | Z | 6 | 90/1     | 90      | 68     | 90/1 | 72         | 63               | 2 | 473 | Zlatá medaile | Rudá Hvězda Cheb      | Jiří Lopata      | -        |
| 11 | Verner Lička         | 28,0 | Ú | 6 | 69       | 65      | 90     | 90   | 84/1       | 73               | 1 | 471 | Zlatá medaile | Baník Ostrava         | Evžen Hadamczik  | -        |
| 12 | Rostislav Václavíček | 33,6 | Z | 2 | -        | 25      | -      | -    | 90         | -                | 0 | 115 | Zlatá medaile | Zbrojovka Brno        | Josef Masopust   | -        |
| 13 | Jaroslav Netolička   | 26,4 | B | 0 | -        | -       | -      | -    | -          | -                | 0 | 0   | Zlatá medaile | Dukla Praha           | Jaroslav Vejvoda | -        |
| 14 | Oldřich Rott         | 29,2 | Z | 5 | 90       | -       | 90     | 90   | 90         | 90               | 0 | 450 | Zlatá medaile | Dukla Praha           | Jaroslav Vejvoda | -        |
| 15 | Zdeněk Šreiner       | 28,0 | Z | 3 | -        | 90      | -      | 90   | 90/1       | -                | 1 | 270 | Zlatá medaile | Baník Ostrava         | Evžen Hadamczik  | -        |
| 16 | František Štambachr  | 27,4 | Z | 4 | 90       | 90      | 22     | -    | -          | 90               | 0 | 292 | Zlatá medaile | Dukla Praha           | Jaroslav Vejvoda | -        |
| 17 | František Kunzo      | 25,9 | O | 4 | -        | 90      | 90     | 90   | 90         | -                | 0 | 360 | Zlatá medaile | Dukla Banská Bystrica | Tibor Kövesi     | -        |

- Trenér reprezentace: František Havránek
- Asistent trenéra: František Cerman

Pořadí v základní skupině B
| P. | Země           | Z | V | R | P | Skóre | B |
| -- | -------------- | - | - | - | - | ----- | - |
| 1. | Československo | 3 | 1 | 2 | 0 | 4:1   | 4 |
| 2. | Kuvajt         | 3 | 1 | 2 | 0 | 4:2   | 4 |
| 3. | Kolumbie       | 3 | 1 | 1 | 1 | 2:4   | 3 |
| 4. | Nigérie        | 3 | 0 | 1 | 3 | 2:5   | 1 |

Zápasy československého týmu v základní skupině
| 21. červenec 1980                  |        |          |                                    |
| Československo                     | 3:0    | Kolumbie | Leningrad rozhodčí: Belaïd Lacarne |
| Pokluda 14', Berger 18', Vízek 85' | Report |          | Leningrad rozhodčí: Belaïd Lacarne |

| 23. červenec 1980 |        |           |                                           |
| Československo    | 1:1    | Nigérie   | Leningrad rozhodčí: Enrique Labo Revoredo |
| Vízek 25'         | Report | Nwosu 84' | Leningrad rozhodčí: Enrique Labo Revoredo |

| 25. červenec 1980 |        |        |                                       |
| Československo    | 0:0    | Kuvajt | Leningrad rozhodčí: Riccardo Lattanzi |
|                   | Report |        | Leningrad rozhodčí: Riccardo Lattanzi |

Čtvrtfinále
| 27. červenec 1980          |        |      |                                           |
| Československo             | 3:0    | Kuba | Leningrad rozhodčí: Enrique Labo Revoredo |
| Vízek 29' 59', Pokluda 90' | Report |      | Leningrad rozhodčí: Enrique Labo Revoredo |

Semifinále
| 29. červenec 1980     |        |            |                               |
| Československo        | 2:0    | Jugoslávie | Moskva rozhodčí: Franz Wöhrer |
| Lička 4', Šreiner 18' | Report |            | Moskva rozhodčí: Franz Wöhrer |

Finále
| 2. srpen 1980  |        |     |                                 |
| Československo | 1:0    | NDR | Moskva rozhodčí: Eldar Əzimzadə |
| J. Svoboda 77' | Report |     | Moskva rozhodčí: Eldar Əzimzadə |

### Sportovní gymnastika

#### Muži
| Jméno            | Věk  | Družstva | Družstva | Víceboj | Víceboj | Víceboj | Víceboj | Prostná | Prostná | Prostná | Prostná | Přeskok | Přeskok | Přeskok | Přeskok | Bradla | Bradla | Bradla | Bradla | Hrazda | Hrazda | Hrazda | Hrazda | Kruhy | Kruhy | Kruhy  | Kruhy            | Kůň našíř | Kůň našíř | Kůň našíř | Kůň našíř | Klub                  | Trenér           | Poznámky  |
| Jméno            | Věk  | Družstva | Družstva | Kval.   | Kval.   | Finále  | Finále  | Kval.   | Kval.   | Finále  | Finále  | Kval.   | Kval.   | Finále  | Finále  | Kval.  | Kval.  | Finále | Finále | Kval.  | Kval.  | Finále | Finále | Kval. | Kval. | Finále | Finále           | Kval.     | Kval.     | Finále    | Finále    | Klub                  | Trenér           | Poznámky  |
| ---------------- | ---- | -------- | -------- | ------- | ------- | ------- | ------- | ------- | ------- | ------- | ------- | ------- | ------- | ------- | ------- | ------ | ------ | ------ | ------ | ------ | ------ | ------ | ------ | ----- | ----- | ------ | ---------------- | --------- | --------- | --------- | --------- | --------------------- | ---------------- | --------- |
| Jiří Tabák       | 25,0 | 569,80   | 6.       | 115,95  | 10.     | 115,675 | 8.      | 19,65   | 3.      | 19,675  | 4.      | 19,75   | 2.      | 19,525  | 6.      | 19,05  | 21.    | -      | -      | 18,85  | 20.    | -      | -      | 19,60 | 5.    | 19,600 | Bronzová medaile | 19,05     | 25.       | -         | -         | Rudá Hvězda Praha     | Miloš Kolejka    | -         |
| Rudolf Babiak    | 24,3 | 569,80   | 6.       | 114,10  | 19.     | 113,550 | 21.     | 18,75   | 33.     | -       | -       | 19,15   | 38.     | -       | -       | 18.85  | 36.    | -      | -      | 18,70  | 26.    | -      | -      | 19,45 | 10.   | -      | -                | 19,20     | 19.       | -         | -         | Dukla Banská Bystrica | Valentín Cap     | -         |
| Jan Zoulík       | 23,5 | 569,80   | 6.       | 113,70  | 24.     | 113,100 | 24.     | 18,90   | 26.     | -       | -       | 19,25   | 30.     | -       | -       | 18,95  | 28.    | -      | -      | 18,55  | 34.    | -      | -      | 19,25 | 17.   | -      | -                | 18,80     | 32.       | -         | -         | Rudá Hvězda Praha     | Miloslav Netušil | -         |
| Miloslav Kučeřík | 21,1 | 569,80   | 6.       | 112,10  | 38.     | -       | -       | 18,75   | 33.     | -       | -       | 19,20   | 35.     | -       | -       | 18,80  | 39.    | -      | -      | 17,55  | 62.    | -      | -      | 18,65 | 34.   | -      | -                | 19,15     | 22.       | -         | -         | Zbrojovka Brno        | Jan Zelinka      | -         |
| Jan Migdau       | 22,0 | 569,80   | 6.       | 111,95  | 40.     | -       | -       | 18,90   | 26.     | -       | -       | 19,25   | 30.     | -       | -       | 18,70  | 41.    | -      | -      | 18,60  | 31.    | -      | -      | 18,80 | 30.   | -      | -                | 17,70     | 55.       | -         | -         | Zbrojovka Brno        | Jan Zelinka      | -         |
| Jozef Konečný    | 25,0 | 569,80   | 6.       | 111,35  | 43.     | -       | -       | 18,50   | 43.     | -       | -       | 19,60   | 9.      | -       | -       | 19,10  | 18.    | -      | -      | 18,00  | 56.    | -      | -      | 18,55 | 37.   | -      | -                | 17,60     | 58.       | -         | -         | SVŠ Bratislava        | Stanislav Fiala  | -         |
| Leonard Kornoš   | 23,7 | -        | -        | -       | -       | -       | -       | -       | -       | -       | -       | -       | -       | -       | -       | -      | -      | -      | -      | -      | -      | -      | -      | -     | -     | -      | -                | -         | -         | -         | -         | SVŠ Bratislava        | Ladislav Kornoš  | náhradník |

- Trenér reprezentace: Miloslav Netušil

#### Ženy
| Jméno             | Věk  | Družstva | Družstva | Víceboj | Víceboj | Víceboj | Víceboj | Prostná | Prostná | Prostná | Prostná | Přeskok | Přeskok | Přeskok | Přeskok | Bradla | Bradla | Bradla | Bradla | Kladina | Kladina | Kladina | Kladina | Klub           | Trenér                            | Poznámky   |
| Jméno             | Věk  | Družstva | Družstva | Kval.   | Kval.   | Finále  | Finále  | Kval.   | Kval.   | Finále  | Finále  | Kval.   | Kval.   | Finále  | Finále  | Kval.  | Kval.  | Finále | Finále | Kval.   | Kval.   | Finále  | Finále  | Klub           | Trenér                            | Poznámky   |
| ----------------- | ---- | -------- | -------- | ------- | ------- | ------- | ------- | ------- | ------- | ------- | ------- | ------- | ------- | ------- | ------- | ------ | ------ | ------ | ------ | ------- | ------- | ------- | ------- | -------------- | --------------------------------- | ---------- |
| Radka Zemanová    | 16,6 | 388,80   | 4.       | 78,00   | 15.     | 77,850  | 10.     | 19,45   | 18.     | -       | -       | 19,40   | 23.     | -       | -       | 19,55  | 16.    | -      | -      | 19,60   | 10.     | 19,650  | 5.      | TJ Vítkovice   | Vladimír Prorok, Alena Proroková  | -          |
| Jana Labáková     | 14,5 | 388,80   | 4.       | 77,85   | 18.     | 77,675  | 11.     | 19,75   | 8.      | 19,725  | 6.      | 19,65   | 12.     | -       | -       | 19,15  | 27.    | -      | -      | 19,30   | 22.     | -       | -       | ZTS Detva      | Ján Žifčák, Viera Žifčáková       | -          |
| Eva Marečková     | 16,2 | 388,80   | 4.       | 78,05   | 14.     | 77,375  | 12.     | 19,25   | 26.     | -       | -       | 19,70   | 9.      | -       | -       | 19,70  | 9.     | -      | -      | 19,40   | 17.     | -       | -       | ZTS Detva      | Ján Žifčák, Viera Žifčáková       | -          |
| Katarína Šarišská | 14,8 | 388,80   | 4.       | 77,55   | 19.     | -       | -       | 19,40   | 19.     | -       | -       | 19,05   | 31.     | -       | -       | 19,60  | 14.    | -      | -      | 19,50   | 14.     | -       | -       | VSŽ Košice     | Miroslav Slovák                   | -          |
| Dana Brýdlová     | 16,8 | 388,80   | 4.       | 77,05   | 26.     | -       | -       | 19,30   | 24.     | -       | -       | 18,90   | 35.     | -       | -       | 19,40  | 22.    | -      | -      | 19,45   | 15.     | -       | -       | Zbrojovka Brno | Stanislav Vyzina, Soňa Kobyláková | -          |
| Anita Šauerová    | 17,4 | 388,80   | 4.       | 76,05   | 33.     | -       | -       | 19,20   | 28.     | -       | -       | 18,80   | 38.     | -       | -       | 19,15  | 27.    | -      | -      | 18,90   | 29.     | -       | -       | Zbrojovka Brno | Stanislav Vyzina, Soňa Kobyláková | -          |
| Martina Malušová  | 15,5 | -        | -        | -       | -       | -       | -       | -       | -       | -       | -       | -       | -       | -       | -       | -      | -      | -      | -      | -       | -       | -       | -       | ZTS Detva      | Ján Žifčák, Viera Žifčáková       | náhradnice |

- Trenéři reprezentace: Vladimír Prorok a Soňa Kobyláková
- Klavír: Rudolf Kyznar

### Házená
| Č. | Jméno                | Věk  | P | Z | Východní Německo | Sovětský svaz | Jugoslávie |     | Maďarsko | G     | U  | Klub                  | Trenér       | Poznámky |
| -- | -------------------- | ---- | - | - | ---------------- | ------------- | ---------- | --- | -------- | ----- | -- | --------------------- | ------------ | -------- |
| ?  | Věra Datínská        | 30,8 | B | 5 | 0                | 0             | 0          | 0   | 0        | 0     | 5. | Inter Bratislava      | M.Kolečani   | -        |
| ?  | Mária Končeková      | 27,0 | B | 3 | -                | 0             | -          | 0   | 0        | 0     | 5. | Iskra Partizánske     | Jozef Oravec | -        |
| ?  | Petra Komínková      | 28,7 | B | 2 | 0                | -             | 0          | -   | -        | 0     | 5. | TJ Gottwaldov         | Jiří Zerzáň  | -        |
| ?  | Elena Boledovičová   | 27,2 | K | 5 | 0                | 0             | 0          | 1   | 0        | 1     | 5. | Inter Bratislava      | M. Kolečani  | -        |
| ?  | Viola Pavlasová      | 23,2 | K | 5 | 1                | 0             | 1          | 1   | 0        | 3     | 5. | Inter Bratislava      | M. Kolečani  | -        |
| ?  | Priska Polačeková    | 25,8 | K | 5 | 0                | 0             | 2          | 2   | 0        | 4     | 5. | Družstevník Topoľníky | Pavol Németh | -        |
| ?  | Elena Brezanyová     | 24,3 | S | 5 | 2                | 2             | 0          | 2/1 | 0        | 6/1   | 5. | Iskra Partizánske     | Jozef Oravec | -        |
| ?  | Jolana Némethová     | 26,4 | S | 5 | 0                | 0             | 1          | 1   | 2        | 4     | 5. | Družstevník Topoľníky | Pavol Németh | -        |
| ?  | Alena Horalová       | 27,7 | S | 5 | 1                | 0             | 3          | 1   | 0        | 5     | 5. | Štart Bratislava      | Tomáš Kuťka  | -        |
| ?  | Katarína Lambrichová | 23,8 | S | 5 | 1                | 0             | 0          | 1   | 0        | 2     | 5. | Iskra Partizánske     | Jozef Oravec | -        |
| ?  | Milena Foltýnová     | 30,2 | S | 5 | 2/1              | 0             | 1          | 0   | 2        | 5/1   | 5. | TJ Gottwaldov         | Jiří Zerzáň  | -        |
| ?  | Jana Kuťková         | 29,4 | P | 5 | 3/2              | 5/3           | 6/5        | 9/8 | 4/4      | 27/22 | 5. | Štart Bratislava      | Tomáš Kuťka  | -        |
| ?  | Daniela Nováková     | 23,7 | P | 5 | 0                | 0             | 1          | 5   | 2        | 8     | 5. | Odeva Hlohovec        | J. Ruman     | -        |
| ?  | Mária Beňová         | 23,0 | P | 0 | -                | -             | -          | -   | -        | 0     | 5. | Inter Bratislava      | M. Kolečani  | -        |

- Trenér reprezentace: Ján Kecskeméthy
- Asistent trenéra: Lubomír Šnitzer

Pořadí ve finálové skupině
| P.               | Země           | Z | V | R | P | Skóre  | B  |
| ---------------- | -------------- | - | - | - | - | ------ | -- |
| Zlatá medaile    | Sovětský svaz  | 5 | 5 | 0 | 0 | 99:52  | 10 |
| Stříbrná medaile | Jugoslávie     | 5 | 3 | 1 | 1 | 107:67 | 7  |
| Bronzová medaile | NDR            | 5 | 3 | 1 | 1 | 91:58  | 7  |
| 4.               | Maďarsko       | 5 | 1 | 1 | 3 | 80:74  | 3  |
| 5.               | Československo | 5 | 1 | 1 | 3 | 65:78  | 3  |
| 6.               | Kongo          | 5 | 0 | 0 | 5 | 46:159 | 0  |

Zápasy československého týmu ve finálové skupině
| 21. červenec 1980 | NDR    | 16:10 | Československo |  |
| 21. červenec 1980 | (8:6)  |       |                |  |
| 21. červenec 1980 | Report |       |                |  |

| 23. červenec 1980 | Československo | 7:17 | Sovětský svaz |  |
| 23. červenec 1980 | (4:8)          |      |               |  |
| 23. červenec 1980 | Report         |      |               |  |

| 25. červenec 1980 | Československo | 15:25 | Jugoslávie |  |
| 25. červenec 1980 | (7:13)         |       |            |  |
| 25. červenec 1980 | Report         |       |            |  |

| 27. červenec 1980 | Československo | 23:10 | Kongo |  |
| 27. červenec 1980 | (9:3)          |       |       |  |
| 27. červenec 1980 | Report         |       |       |  |

| 29. červenec 1980 | Maďarsko | 10:10 | Československo |  |
| 29. červenec 1980 | (3:6)    |       |                |  |
| 29. červenec 1980 | Report   |       |                |  |

### Jachting
| Jméno           | Věk  | Disciplína              | Závod    | Závod    | Závod    | Závod    | Závod    | Závod    | Závod    | Celkem | Celkem | Klub                         | Trenér      | Poznámky    |
| Jméno           | Věk  | Disciplína              | 1        | 2        | 3        | 4        | 5        | 6        | 7        | B      | U      | Klub                         | Trenér      | Poznámky    |
| --------------- | ---- | ----------------------- | -------- | -------- | -------- | -------- | -------- | -------- | -------- | ------ | ------ | ---------------------------- | ----------- | ----------- |
| Josef Šenkýř    | 24,2 | třída finn              | dq/28,0  | 13./19,0 | 14./20,0 | 15./21,0 | 11./17,0 | 13./19,0 | 4./8,0   | 104    | 14.    | Spolana Neratovice           | M. Vejsada  | -           |
| Ivan Brandejs   | 29,7 | třída létající Holanďan | 10./16,0 | 10./16,0 | 12./18,0 | 12./18,0 | 12./18,0 | 12./18,0 | 11./17,0 | 103    | 12.    | Slavia Nové Město nad Metují | I. Hoffmann | kosatník    |
| Václav Brandejs | 34,2 | třída létající Holanďan | 10./16,0 | 10./16,0 | 12./18,0 | 12./18,0 | 12./18,0 | 12./18,0 | 11./17,0 | 103    | 12.    | Slavia Nové Město nad Metují | I. Hoffmann | kormidelník |

- Trenéři reprezentace: M. Vejsada, I Hoffmann

### Judo
| Jméno              | Věk  | Váha      | 1/32                       | 1/16                          | Čtvrtfinále              | Opravy                     | Opravy                    | o 3. místo                | o 3. místo       | Klub                   | Trenér                        | Poznámky |
| ------------------ | ---- | --------- | -------------------------- | ----------------------------- | ------------------------ | -------------------------- | ------------------------- | ------------------------- | ---------------- | ---------------------- | ----------------------------- | -------- |
| Pavel Petřikov st. | 21,1 | do 60 kg  | Výhra - i Ibrahim Camara   | Výhra - k Marcel Burkhard     | Prohra - k Thierry Rey   | -                          | Výhra - w Reino Fagerlund | Prohra - iw Arambij Jemiž | 5.               | Dukla Banská Bystrica  | Jiří Synek, Ludvík Wolf       | -        |
| Jaroslav Kříž      | 25,4 | do 65 kg  | Výhra - i Alvaro Sanabria  | Prohra - j Nikolaj Soloduchin | nepostoupil              | Výhra - k Héctor Rodríguez | Prohra - w Iliyan Nedkov  | nepostoupil               | 7.               | Dukla Banská Bystrica  | Jiří Synek, Ludvík Wolf       | -        |
| Vladimír Bárta     | 25,5 | do 78 kg  | Výhra - i Henry Sichalwe   | Prohra - p Georgi Petrov      | nepostoupil              | nepostoupil                | nepostoupil               | nepostoupil               | -                | VŠ Praha               | Petr Jákl st., Františel Jákl | -        |
| Jaroslav Nikodým   | 30,4 | do 95 kg  | Prohra - i Mark Chittenden | nepostoupil                   | nepostoupil              | nepostoupil                | nepostoupil               | nepostoupil               | -                | Spartak Hradev Králové | René Srdínko                  | -        |
| Vladimír Kocman    | 24,3 | nad 95 kg | volný los                  | Výhra - sg Peter Adelaar      | Prohra - i Angelo Parisi | -                          | Výhra - p Wojciech Reszko | Výhra - i Paul Radburn    | Bronzová medaile | Dukla Banská Bystrica  | Jiří Synek, Ludvík Wolf       | -        |

- Trenér reprezentace: Ludvík Wolf

- Legenda: i - ippon, wi - wazari-ippon, w - wazari, j - juko, k - koka,, p - praporky, sg - sogo-gači (wazari a 3 šida)

### Kanoistika (rychlostní)

#### Muži
Kajak
| Jméno           | Věk  | Disciplína | Disciplína | 1. kolo | 1. kolo | Opravy  | Opravy | Semifinále | Semifinále | Finále       | Finále       | Klub                       | Trenér          | Poznámky |
| --------------- | ---- | ---------- | ---------- | ------- | ------- | ------- | ------ | ---------- | ---------- | ------------ | ------------ | -------------------------- | --------------- | -------- |
| Felix Masár     | 24,6 | K1         | 500 m      | 1:47,33 | 4.      | 1:48,61 | 2./Q   | 1:47,11    | 3./Q       | 1:48,18      | 8.           | Červená Hviezda Bratislava | Tibor Polakovič | -        |
| Felix Masár     | 24,6 | K1         | 1000 m     | 3:48,49 | 3./Q    | -       | -      | 3:53,13    | 2./Q       | 3:52,10      | 6.           | Červená Hviezda Bratislava | Tibor Polakovič | -        |
| Jiří Svoboda    | 26,3 | K2         | 500 m      | 1:36,29 | 3./Q    | -       | -      | 1:37,89    | 4.         | nepostoupili | nepostoupili | Dukla Praha                | Ladislav Souček | -        |
| Vladimír Dolejš | 24,9 | K2         | 500 m      | 1:36,29 | 3./Q    | -       | -      | 1:37,89    | 4.         | nepostoupili | nepostoupili | Dukla Praha                | Ladislav Souček | -        |
| Jiří Svoboda    | 26,3 | K2         | 1000 m     | 3:59,27 | 4.      | 3:32,79 | 3./Q   | 3:37,76    | 4.         | nepostoupili | nepostoupili | Dukla Praha                | Ladislav Souček | -        |
| Vladimír Dolejš | 24,9 | K2         | 1000 m     | 3:59,27 | 4.      | 3:32,79 | 3./Q   | 3:37,76    | 4.         | nepostoupili | nepostoupili | Dukla Praha                | Ladislav Souček | -        |

Kanoe
| Jméno          | Věk  | Disciplína | Disciplína | 1. kolo | 1. kolo | Opravy  | Opravy | Semifinále | Semifinále | Finále  | Finále | Klub        | Trenér          | Poznámky |
| -------------- | ---- | ---------- | ---------- | ------- | ------- | ------- | ------ | ---------- | ---------- | ------- | ------ | ----------- | --------------- | -------- |
| Radomír Blažík | 25,9 | C1         | 500 m      | 1:56,41 | 4.      | 1:56,51 | 1./Q   | -          | -          | 1:56,83 | 9.     | Dukla Praha | Jiří Čtvrtečka  | -        |
| Libor Dvořák   | 23,0 | C1         | 1000 m     | 4:07,85 | 4.      | 4:20,15 | 2./Q   | -          | -          | 4:15,25 | 4.     | VŠ Praha    | Jaroslav Baďura | -        |
| Jiří Vrdlovec  | 24,1 | C2         | 500 m      | 1:46,75 | 2./Q    | -       | -      | -          | -          | 1:46,48 | 5.     | Dukla Praha | Jiří Čtvrtečka  | -        |
| Petr Kubíček   | 23,2 | C2         | 500 m      | 1:46,75 | 2./Q    | -       | -      | -          | -          | 1:46,48 | 5.     | Dukla Praha | Jiří Čtvrtečka  | -        |
| Jiří Vrdlovec  | 24,1 | C2         | 1000 m     | 3:42,01 | 1./Q    | -       | -      | -          | -          | 3:52,50 | 5.     | Dukla Praha | Jiří Čtvrtečka  | -        |
| Petr Kubíček   | 23,2 | C2         | 1000 m     | 3:42,01 | 1./Q    | -       | -      | -          | -          | 3:52,50 | 5.     | Dukla Praha | Jiří Čtvrtečka  | -        |

#### Ženy
Kajak
| Jméno             | Věk  | Disciplína | Disciplína | 1. kolo | 1. kolo | Opravy  | Opravy | Semifinále   | Semifinále   | Finále       | Finále       | Klub                       | Trenér          | Poznámky |
| ----------------- | ---- | ---------- | ---------- | ------- | ------- | ------- | ------ | ------------ | ------------ | ------------ | ------------ | -------------------------- | --------------- | -------- |
| Jana Polakovičová | 19,1 | K1         | 500 m      | 2:07,68 | 6.      | 2:08,99 | 5.     | nepostoupila | nepostoupila | nepostoupila | nepostoupila | Červená Hviezda Bratislava | Tibor Polakovič | -        |
| Jana Polakovičová | 19,1 | K2         | 500 m      | 1:59,83 | 6.      | 1:57,34 | 6.     | nepostoupily | nepostoupily | nepostoupily | nepostoupily | Červená Hviezda Bratislava | Tibor Polakovič | -        |
| Helena Vašáková   | 19,2 | K2         | 500 m      | 1:59,83 | 6.      | 1:57,34 | 6.     | nepostoupily | nepostoupily | nepostoupily | nepostoupily | Červená Hviezda Bratislava | Tibor Polakovič | -        |

- Trenér reprezentace: Petr Mokrý
- Asistent trenéra reprezentace: Tibor Polakovič

### Lukostřelba

#### Muži
| Jméno           | Věk  | Disciplína | Sestava | 1. den | 1. den | 2. den | 2. den | 3. den | 3. den | 4. den | 4. den | Celkem | Celkem | Klub        | Trenér | Poznámky |
| Jméno           | Věk  | Disciplína | Sestava | 90 m   | 70 m   | 50 m   | 30 m   | 90 m   | 70 m   | 50 m   | 30 m   | B      | U      | Klub        | Trenér | Poznámky |
| --------------- | ---- | ---------- | ------- | ------ | ------ | ------ | ------ | ------ | ------ | ------ | ------ | ------ | ------ | ----------- | ------ | -------- |
| František Hadaš | 39,3 | FITA       | první   | 261    | 284    | 281    | 322    | -      | -      | -      | -      | 2305   | 24.    | Start Praha | -      | -        |
| František Hadaš | 39,3 | FITA       | druhá   | -      | -      | -      | -      | 234    | 296    | 297    | 330    | 2305   | 24.    | Start Praha | -      | -        |

#### Ženy
| Jméno             | Věk  | Disciplína | Sestava | 1. den | 1. den | 2. den | 2. den | 3. den | 3. den | 4. den | 4. den | Celkem | Celkem | Klub           | Trenér          | Poznámky |
| Jméno             | Věk  | Disciplína | Sestava | 70 m   | 60 m   | 50 m   | 30 m   | 70 m   | 60 m   | 50 m   | 30 m   | B      | U      | Klub           | Trenér          | Poznámky |
| ----------------- | ---- | ---------- | ------- | ------ | ------ | ------ | ------ | ------ | ------ | ------ | ------ | ------ | ------ | -------------- | --------------- | -------- |
| Zdenka Padevětová | 21,6 | FITA       | první   | 289    | 304    | 288    | 325    | -      | -      | -      | -      | 2405   | 4.     | Start Praha    | Miloslav Bártl  | -        |
| Zdenka Padevětová | 21,6 | FITA       | druhá   | -      | -      | -      | -      | 279    | 299    | 295    | 326    | 2405   | 4.     | Start Praha    | Miloslav Bártl  | -        |
| Jitka Dolejší     | 22,2 | FITA       | první   | 248    | 283    | 255    | 316    | -      | -      | -      | -      | 2219   | 20.    | Vršovice Praha | František Hadaš | -        |
| Jitka Dolejší     | 22,2 | FITA       | druhá   | -      | -      | -      | -      | 244    | 273    | 273    | 327    | 2219   | 20.    | Vršovice Praha | František Hadaš | -        |

- Trenér reprezentace: Miloslav Bártl

### Moderní pětiboj
| Jméno              | Věk  | Disciplína | Disciplína | Disciplína | Disciplína | Disciplína | Disciplína | Disciplína | Disciplína | Disciplína | Disciplína | Celkem | Celkem | Družstvo | Družstvo | Klub                  | Trenér                   | Poznámky  |
| Jméno              | Věk  |            |            | Šerm       | Šerm       | Střelba    | Střelba    | Plavání    | Plavání    | Kros       | Kros       | B      | U      | B        | U        | Klub                  | Trenér                   | Poznámky  |
| ------------------ | ---- | ---------- | ---------- | ---------- | ---------- | ---------- | ---------- | ---------- | ---------- | ---------- | ---------- | ------ | ------ | -------- | -------- | --------------------- | ------------------------ | --------- |
| Milan Kadlec       | 21,6 | 1084       | 8.         | 792        | 20.        | 1088       | 3.         | 1088       | 34.        | 1177       | 7.         | 5229   | 8.     | 15339    | 6.       | Dukla Banská Bystrica | P. Vyskočil, Jan Novotný | -         |
| Jan Bártů          | 25,5 | 970        | 36.        | 766        | 21.        | 1066       | 8.         | 1260       | 3.         | 1096       | 19.        | 5158   | 16.    | 15339    | 6.       | SVS Sparta Praha      | Karel Bártů              | -         |
| Bohumil Starnovský | 26,7 | 1100       | 1.         | 740        | 27.        | 890        | 33.        | 1156       | 18.        | 1066       | 25.        | 4952   | 26.    | 15339    | 6.       | Dukla Banská Bystrica | P. Vyskočil, Jan Novotný | -         |
| Dušan Poláček      | 23,6 | -          | -          | -          | -          | -          | -          | -          | -          | -          | -          | -      | -      | -        | -        | SVŠT Bratislava       | Dušan Jursík             | náhradník |

- Trenér reprezentace: Karel Bártů

### Plavání

#### Muži
| Jméno          | Věk  | Disciplína | Disciplína | Rozplavba | Rozplavba | Semifinále | Semifinále | Finále       | Finále       | Klub              | Trenér         | Poznámky |
| -------------- | ---- | ---------- | ---------- | --------- | --------- | ---------- | ---------- | ------------ | ------------ | ----------------- | -------------- | -------- |
| Petr Adamec    | 20,1 | kraul      | 200 m      | 1:55,84   | ?         | -          | -          | nepostoupil  | nepostoupil  | Rudá Hvězda Brno  | Bernard Kočař  | -        |
| Petr Adamec    | 20,1 | kraul      | 400 m      | 4:03,97   | ?         | -          | -          | nepostoupil  | nepostoupil  | Rudá Hvězda Brno  | Bernard Kočař  | -        |
| Radek Havel    | 19,4 | kraul      | 200 m      | 1:55,07   | ?         | -          | -          | nepostoupil  | nepostoupil  | TJ Gottwaldov     | Petr Přikryl   | -        |
| Radek Havel    | 19,4 | kraul      | 400 m      | 4:05,71   | ?         | -          | -          | nepostoupil  | nepostoupil  | TJ Gottwaldov     | Petr Přikryl   | -        |
| Daniel Machek  | 20,7 | kraul      | 400 m      | 3:57,02   | 8./Q      | -          | -          | 3:55.66      | 5.           | Rudá Hvězda Praha | Milena Zachová | -        |
| Daniel Machek  | 20,7 | kraul      | 1500 m     | 15:39,73  | 10.       | -          | -          | nepostoupil  | nepostoupil  | Rudá Hvězda Praha | Milena Zachová | -        |
| Daniel Machek  | 20,7 | polohovka  | 400 m      | 4:28,66   | 7./Q      | -          | -          | 4:29,86      | 8.           | Rudá Hvězda Praha | Milena Zachová | -        |
| Miloslav Roľko | 19,8 | znak       | 100 m      | 58,15     | ?/Q       | 57,97      | 6./Q       | 57,74        | 4.           | UK Bratislava     | Vlasta Wawrová | -        |
| Miloslav Roľko | 19,8 | znak       | 200 m      | 2:05,13   | ?         | -          | -          | nepostoupil  | nepostoupil  | UK Bratislava     | Vlasta Wawrová | -        |
| Miloslav Roľko | 19,8 | motýlek    | 100 m      | 56,36     | ?/Q       | 56,16      | 10.        | nepostoupil  | nepostoupil  | UK Bratislava     | Vlasta Wawrová | -        |
| Miloslav Roľko | 19,8 | polohovka  | 400 m      | 4:29,19   | 8./Q      | -          | -          | 4:26,99      | 6.           | UK Bratislava     | Vlasta Wawrová | -        |
| Daniel Machek  | 20,7 | kraul      | 4 x 200 m  | 7:42,18   | 9.        | -          | -          | nepostoupili | nepostoupili | Rudá Hvězda Praha | Milena Zachová | -        |
| Miloslav Roľko | 19,8 | kraul      | 4 x 200 m  | 7:42,18   | 9.        | -          | -          | nepostoupili | nepostoupili | UK Bratislava     | Vlasta Wawrová | -        |
| Petr Adamec    | 20,1 | kraul      | 4 x 200 m  | 7:42,18   | 9.        | -          | -          | nepostoupili | nepostoupili | Rudá Hvězda Brno  | Bernard Kočař  | -        |
| Radek Havel    | 19,4 | kraul      | 4 x 200 m  | 7:42,18   | 9.        | -          | -          | nepostoupili | nepostoupili | TJ Gottwaldov     | Petr Přikryl   | -        |

#### Ženy
| Jméno              | Věk  | Disciplína | Disciplína | Rozplavba | Rozplavba | Finále       | Finále       | Klub     | Trenér          | Poznámky |
| ------------------ | ---- | ---------- | ---------- | --------- | --------- | ------------ | ------------ | -------- | --------------- | -------- |
| Irena Fleissnerová | 21,7 | prsa       | 100 m      | 1:13,35   | ?         | nepostoupila | nepostoupila | VŠ Praha | Rudolf Poledník | -        |
| Irena Fleissnerová | 21,7 | prsa       | 200 m      | 2:32,79   | 2./Q      | 2:33,23      | 5.           | VŠ Praha | Rudolf Poledník | -        |

- Trenér reprezentace: Jan Vokatý

### Pozemní hokej
| Č. | Jméno                 | Věk  | P | Z | Sovětský svaz | Zimbabwe | Indie | Rakousko | Polsko | G | U                | Klub                    | Trenér          | Poznámky |
| -- | --------------------- | ---- | - | - | ------------- | -------- | ----- | -------- | ------ | - | ---------------- | ----------------------- | --------------- | -------- |
| ?  | Milada Blažková       | 22,2 | ? | 5 | 0             | 0        | 0     | 0        | 0      | 0 | Stříbrná medaile | Bohemians Praha         | Antonín Pilát   | -        |
| ?  | Jiřina Hájková        | 26,5 | ? | 5 | 0             | 0        | 0     | 1        | 0      | 1 | Stříbrná medaile | Bohemians Praha         | Antonín Pilát   | -        |
| ?  | Květoslava Petříčková | 28,0 | ? | 5 | 0             | 0        | 0     | 0        | 0      | 0 | Stříbrná medaile | Bohemians Praha         | Antonín Pilát   | -        |
| ?  | Viera Podhányiová     | 19,8 | B | 4 | 0             | -        | 0     | 0        | 0      | 0 | Stříbrná medaile | Calex Zlaté Moravce     | Jaromír Novota  | -        |
| ?  | Iveta Šranková        | 16,8 | ? | 1 | -             | -        | 0     | -        | -      | 0 | Stříbrná medaile | Calex Zlaté Moravce     | Jaromír Novota  | -        |
| ?  | Marie Sýkorová        | 27,7 | ? | 4 | 0             | 0        | -     | 0        | 0      | 0 | Stříbrná medaile | Meteor České Budějovice | Stanislav Lovčí | -        |
| ?  | Berta Hrubá (C)       | 34,3 | ? | 5 | 0             | 0        | 0     | 0        | 0      | 0 | Stříbrná medaile | Slavia Praha IPS        | Eva Maříková    | -        |
| ?  | Ida Hubáčková         | 25,8 | ? | 5 | 0             | 1        | 1     | 0        | 0      | 2 | Stříbrná medaile | Slavia Praha IPS        | Eva Maříková    | -        |
| ?  | Jarmila Králíčková    | 36,2 | B | 1 | -             | 0        | -     | -        | -      | 0 | Stříbrná medaile | Slavia Praha IPS        | Eva Maříková    | -        |
| ?  | Alena Kyselicová      | 22,7 | ? | 5 | 0             | 0        | 1     | 0        | 0      | 1 | Stříbrná medaile | Slavia Praha IPS        | Eva Maříková    | -        |
| ?  | Jiřina Křížová        | 32,4 | ? | 1 | -             | -        | -     | 0        | -      | 0 | Stříbrná medaile | Slavia Praha IPS        | Eva Maříková    | -        |
| ?  | Jana Lahodová         | 23,1 | ? | 3 | 0             | 0        | -     | -        | 1      | 1 | Stříbrná medaile | Slavia Praha IPS        | Eva Maříková    | -        |
| ?  | Marta Urbanová        | 19,8 | ? | 5 | 0             | 0        | 0     | 0        | 0      | 0 | Stříbrná medaile | Slavia Praha IPS        | Eva Maříková    | -        |
| ?  | Jiřina Čermáková      | 35,7 | ? | 5 | 0             | 0        | 0     | 3        | 0      | 3 | Stříbrná medaile | Slavoj Vyšehrad         | J. Parys        | -        |
| ?  | Jiřina Kadlecová      | 32,1 | ? | 5 | 0             | 1        | 0     | 1        | 0      | 2 | Stříbrná medaile | Slavoj Vyšehrad         | J. Parys        | -        |
| ?  | Lenka Vymazalová      | 21,1 | ? | 2 | -             | -        | 0     | 0        | -      | 0 | Stříbrná medaile | Slavoj Vyšehrad         | J. Parys        | -        |

- Trenéři reprezentace: Eva Maříková, Pavel Rosa

Pořadí ve finálové skupině
| P.               | Země           | Z | V | R | P | Skóre | B |
| ---------------- | -------------- | - | - | - | - | ----- | - |
| Zlatá medaile    | Zimbabwe       | 5 | 5 | 2 | 0 | 13:4  | 8 |
| Stříbrná medaile | Československo | 5 | 3 | 1 | 1 | 10:5  | 7 |
| Bronzová medaile | Sovětský svaz  | 5 | 3 | 0 | 2 | 11:5  | 6 |
| 4.               | Indie          | 5 | 2 | 1 | 2 | 9:6   | 5 |
| 5.               | Rakousko       | 5 | 2 | 0 | 3 | 6:11  | 4 |
| 6.               | Polsko         | 5 | 0 | 0 | 5 | 0:18  | 0 |

Zápasy československého týmu ve finálové skupině
| 25. červenec 1980 | Sovětský svaz                    | 2:0   | Československo |  |
| 25. červenec 1980 | 38' Krasnikovová, 56' Buzunovová | (0:0) |                |  |
| 25. červenec 1980 |                                  |       |                |  |

| 27. červenec 1980 | Zimbabwe                      | 2:2   | Československo               |  |
| 27. červenec 1980 | 37' McKillopová, 49' Chaseová | (0:2) | 30' Kadlecová, 32' Hubáčková |  |
| 27. červenec 1980 |                               |       |                              |  |

| 28. červenec 1980 | Indie        | 1:2   | Československo                |  |
| 28. červenec 1980 | 26' Sonirová | (1:0) | 49' Hubáčková, 62' Kyselicová |  |
| 28. červenec 1980 |              |       |                               |  |

| 30. červenec 1980 | Rakousko | 0:5   | Československo                                                         |  |
| 30. červenec 1980 |          | (0:3) | 5' Kadlecová, 28' Čermáková, 30' Hájková, 36' Čermáková, 60' Čermáková |  |
| 30. červenec 1980 |          |       |                                                                        |  |

| 31. červenec 1980 | Polsko | 0:1   | Československo |  |
| 31. červenec 1980 |        | (0:0) | 55' Lahodová   |  |
| 31. červenec 1980 |        |       |                |  |

### Skoky do vody
| Jméno             | Věk  | Disciplína    | Kvalifikace | Kvalifikace | Finále       | Finále       | Klub     | Trenér      | Poznámky |
| ----------------- | ---- | ------------- | ----------- | ----------- | ------------ | ------------ | -------- | ----------- | -------- |
| Heidemarie Grecká | 15,4 | skoky z prkna | 390,39      | 13.         | nepostoupila | nepostoupila | VŠ Praha | Karel Pekař | -        |
| Dana Chmelařová   | 19,9 | skoky z veže  | 309,12      | 12.         | nepostoupila | nepostoupila | VŠ Praha | Karel Hejl  | -        |

- Trenér reprezentace: Karel Pekař